# Vitice (Želiv)
Vitice (německy Widitz) je vesnice cca 1 km od Želiva v okrese Pelhřimov. Je jednou z místních částí obce Želiv. Žije zde 20 obyvatel.

## Historie
Název Vitice pravděpodobně vznikl od zakladatele, který se jmenoval Vít – lidé Vítovi. První písemná zpráva o Viticích pochází z roku 1226, a to v bule papeže Honoria III. jako majetek želivského kláštera. Během husitských válek, když došlo ke zrušení kláštera, ves přešla do majetku pánů v Šádově Lhotici. Po bitvě na Bílé hoře se Vitice vrátily pod správu kláštera.

## Pamětihodnosti
Uprostřed vsi stojí návesní kaple z konce 19. století a nedaleko rozcestí z Vitic do Želiva stojí památník obětem občanů z Vitic a Lhotic. Byli zastřeleni v květnu 1945, když zde přihlíželi ústupu německé armády.